# Ecosistema terrestre

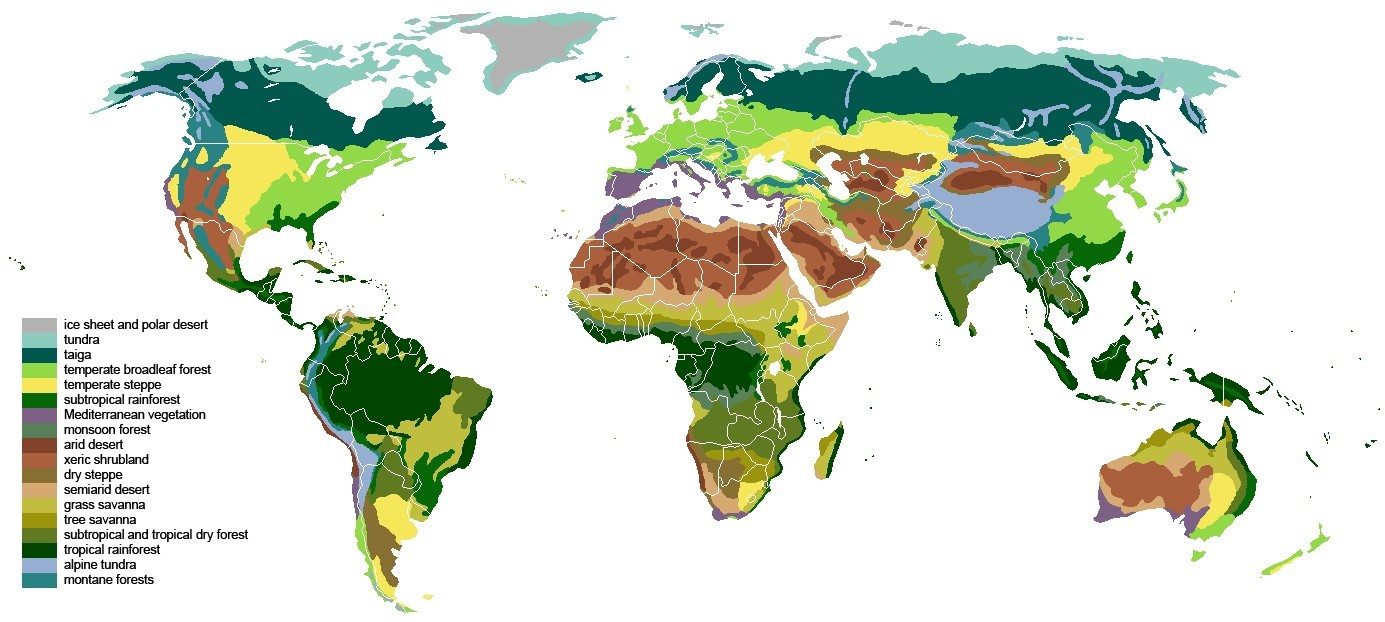
Biomas (incluyendo ecosistemas terrestres)

Un ecosistema terrestre es una comunidad de organismos y su ambiente que ocurre solo en masas de tierra, como continentes o islas. 
Existen seis ecosistemas terrestres primarios: 
- Tundra
- Taiga
- Bosque templado caducifolio
- Selva tropical
- Pastizales y matorrales templados
- Desierto

Los ecosistemas terrestres se distinguen por su  baja disponibilidad de agua y la importancia con siguiente de la misma como factor limitante.
La disponibilidad de la luz es mayor debido a que la atmósfera es más transparente que la gaseosa. 
Los gases son más disponibles en ecosistemas terrestres que en ecosistemas acuáticos. Tales gases incluyen dióxido de carbono que sirve como substrato para la fotosíntesis, oxígeno que sirve como substrato en la respiración aeróbica y nitrógeno que sirve como substrato para fijación de nitrógeno.
Los hábitats terrestres se dividen en una sección subterránea (suelo) de la cual se obtienen la mayor parte del agua y los iones y una sección atmosférica de la cual se obtienen los gases y donde la energía física de la luz es convertida en energía orgánica, enlaces de carbono-carbono, por medio de la fotosíntesis.

## Organismos

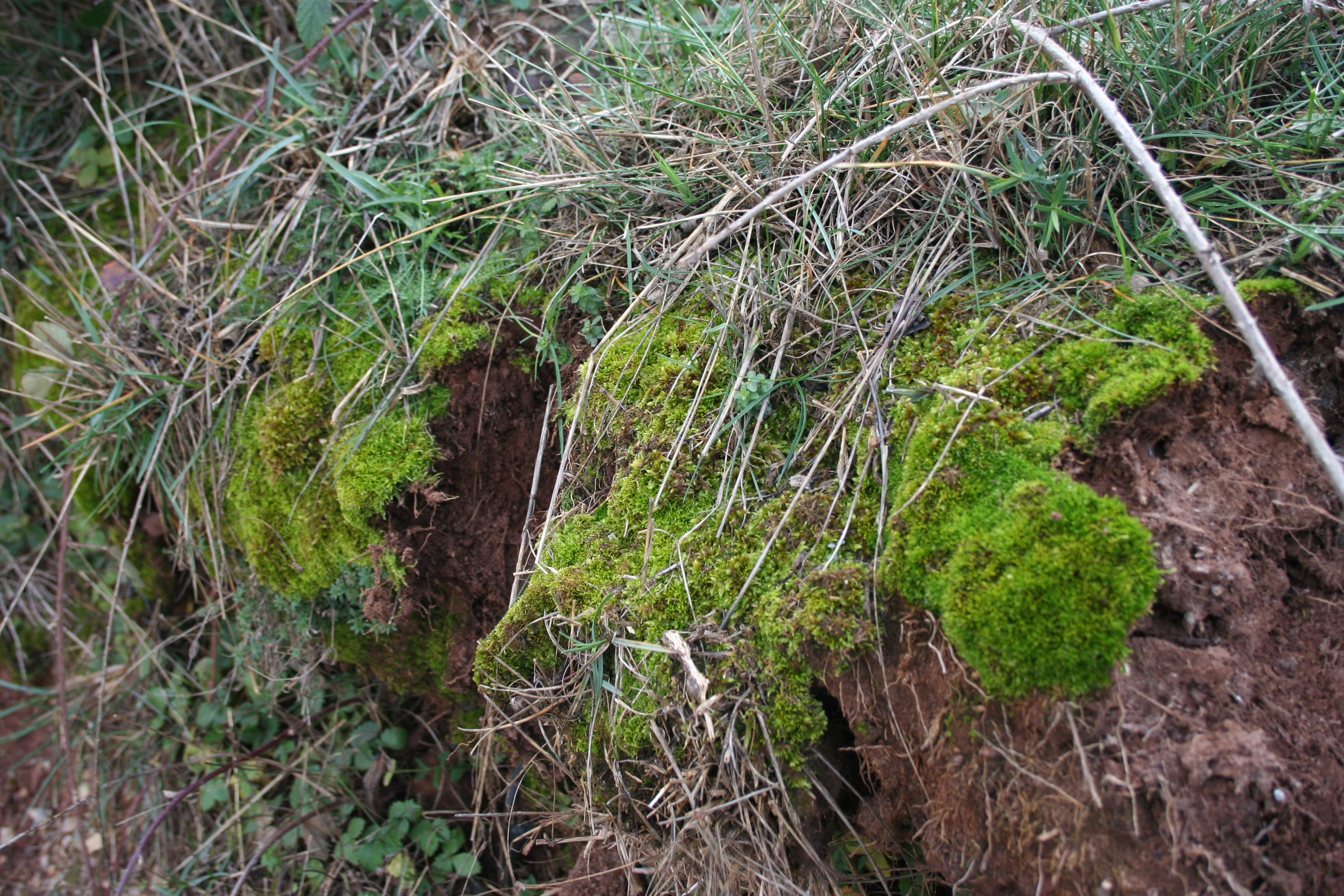
Musgos (Bryophyta)

Los ecosistemas terrestres ocupan 1444 150 000000 km² o 30,26% de la superficie de la tierra. Son comparativamente recientes en la historia de vida (se cree que los primeros microorganismos terrestres  datan de 440 millones de años, comparados con 3 a 4,5 mil millones de años de origen de la vida acuática y ocupan una porción más pequeña de la superficie de la tierra. A pesar de esto, han sido un sitio importante de la radiación adaptativa de plantas y animales. Los taxones vegetales más importantes de los ecosistemas terrestres son Magnoliophyta (las plantas con flores) de los cuales hay aproximadamente 275 000 especies y la división Gymnospermae (coníferas) que cuenta con aproximadamente 820 especies. Los miembros de la división Bryophyta (musgos y hepáticas) con alrededor de 24 000 especies son también importantes en algunos ecosistemas terrestres. Los taxones animales importantes en los ecosistemas terrestres incluyen las clases Insecta (insectos) con más  de 900.000 especies, Aves (pájaros) con 8500 especies, y Mammalia (mamíferos) con aproximadamente 4100 especies.
Los organismos en ecosistemas terrestres tienen adaptaciones que les permiten obtener agua cuando el cuerpo entero no está sumergido en este fluido. Esto requiere medios de transporte del agua desde sitios limitados de adquisición al resto del cuerpo y medios de evitar la pérdida de agua por evaporación por la superficie corporal. También poseen caracteres que proveen soporte al cuerpo en la atmósfera, un medio donde no hay flotación del cuerpo. También tienen rasgos que les permiten tolerar los cambios extremos de temperatura, viento y humedad que caracterizan a los ecosistemas terrestres. Finalmente los organismos terrestres han evolucionado diversos métodos de transportar sus gametos y semillas en el ambiente, un medio menos efectivo que el agua